# Doris (Griechenland)

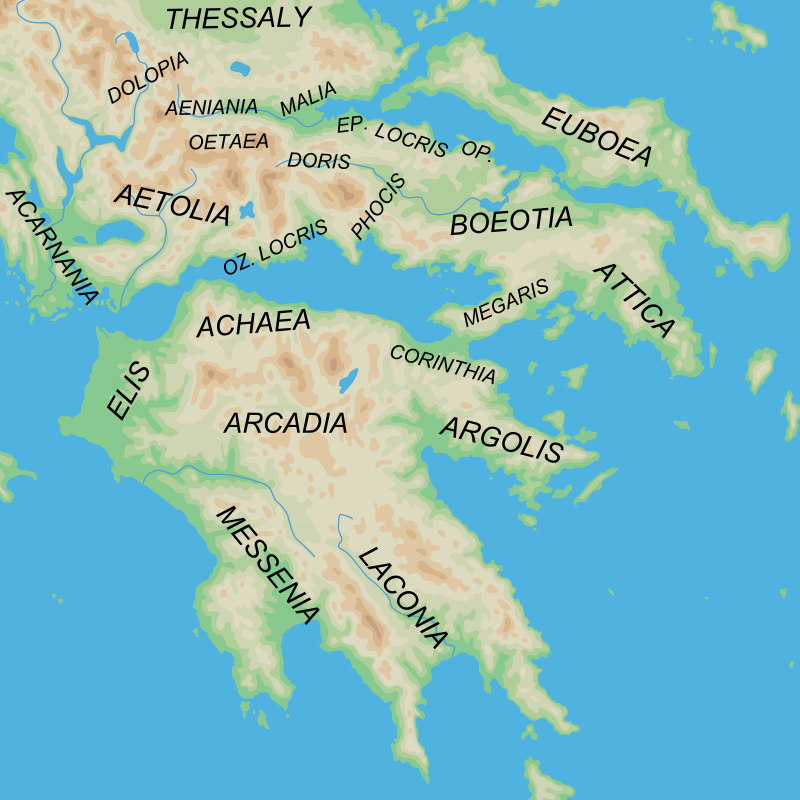
Karte der antiken Landschaften Griechenlands

Die Doris (altgriechisch Δωρίς, neugriechisch: Δωρίδα) war eine antike Landschaft in Mittelgriechenland. Sie lag zwischen Phokis, Malis, Ätolien und dem ozolischen Lokris am Oberlauf des Kephisos. Die Ebene der Doris war bis auf den Osten von Gebirgen umgeben. 
Doris galt als Heimat (metropolis) der Dorer. In historischer Zeit war die kleine Landschaft völlig unbedeutend, gehörte allerdings zur delphischen Amphiktyonie.
In der Doris gab es vier kleine Städte, die zusammen auch als Tetrapolis („Vierstadt“) bezeichnet wurden. Es waren Boion (am nördlichen Rand der Kephisosebene), Erineos, Kytenion (beide am südlichen Rand der Ebene) und Pindos (auch Akyphas genannt). Kytenion (beim heutigen Gravia) lag an einer wichtigen nach Süden führenden Pass-Straße.